# Ki no Haseo
Ki no Haseo (紀 長谷雄); 845 - 1er mars 912, est un politicien, érudit et poète japonais.
Ki no Haseo est d'abord élève de Ōkura no Yoshiyuki puis de Sugawara no Michizane qui le reconnaît - en plus de lui-même - comme le seul poète sur le vrai chemin de la poésie. Il est grand connaisseur de kanbun et de kanshi. En tant qu'auteur de poèmes en chinois, il est comparé à Bai Juyi. Cependant, de son œuvre poétique, seuls nous sont parvenus quelques poèmes dans les recueils Honchō monzui et Fusō-shū ainsi que des fragments de sa propre anthologie Kika-shū.
Ki no Haseo est dirigeant du (図書頭 Zusho-no-kami) Zushoryō (図書寮) et un confident du tennō Uda. En tant que tel, il s'élève, même après son abdication, jusqu'à être nommé Chūnagon en 911. À ce titre, il est conseiller enseignant auprès de l'empereur Daigo et contribue à la rédaction du code légal Engishiki beteiligt.

## Source de la traduction
- (de) Cet article est partiellement ou en totalité issu de l’article de Wikipédia en allemand intitulé « Ki no Haseo » (voir la liste des auteurs).
- Notices d'autorité :   - VIAF
  - ISNI
  - IdRef
  - LCCN
  - GND
  - Japon
  - CiNii
  - WorldCat